# El Anglo
El Anglo (también llamado Anglo-Vasco) es el nombre de un barrio de la ciudad de Vitoria. Tiene una población de 4,707 habitantes (2008).
El Anglo se sitúa al este del Casco Viejo, siendo el primer ensanche que tuvo la ciudad de Vitoria al este del núcleo medieval. 
Este barrio está unido en su nombre e historia a una línea ferroviaria de vía estrecha ya desaparecida, la del The Anglo-Vasco-Navarro Railway Company, que unía Vergara en Guipúzcoa con Estella en Navarra pasando por Vitoria. Este tren, que funcionó entre 1888 y 1968 era conocido como El vasco-navarro en Guipúzcoa y como El Anglo en Vitoria. La estación vitoriana del Anglo se encontraba en la actual Avenida de los Herrán, siendo el actual barrio del mismo nombre, el ensanche comprendido entre las vías del ferrocarril y el Casco Antiguo.
Cuando la línea ferroviaria se cerró por su nula rentabilidad económica en 1968, las vías férreas que pasaban por la ciudad se desmantelaron y por su trazado se crearon dos anchas avenidas, las actuales avenidas Obispo Ballester y Los Herrán. Estas avenidas siguen marcando el límite oriental del barrio del Anglo. Curiosamente Los Herrán lleva el nombre de los hermanos que fueron promotores de la línea férrea en el siglo XIX. 
El barrio de El Anglo está hermanado con El Romo, desde que en 2016 se fundara Goyo and the Breakers.

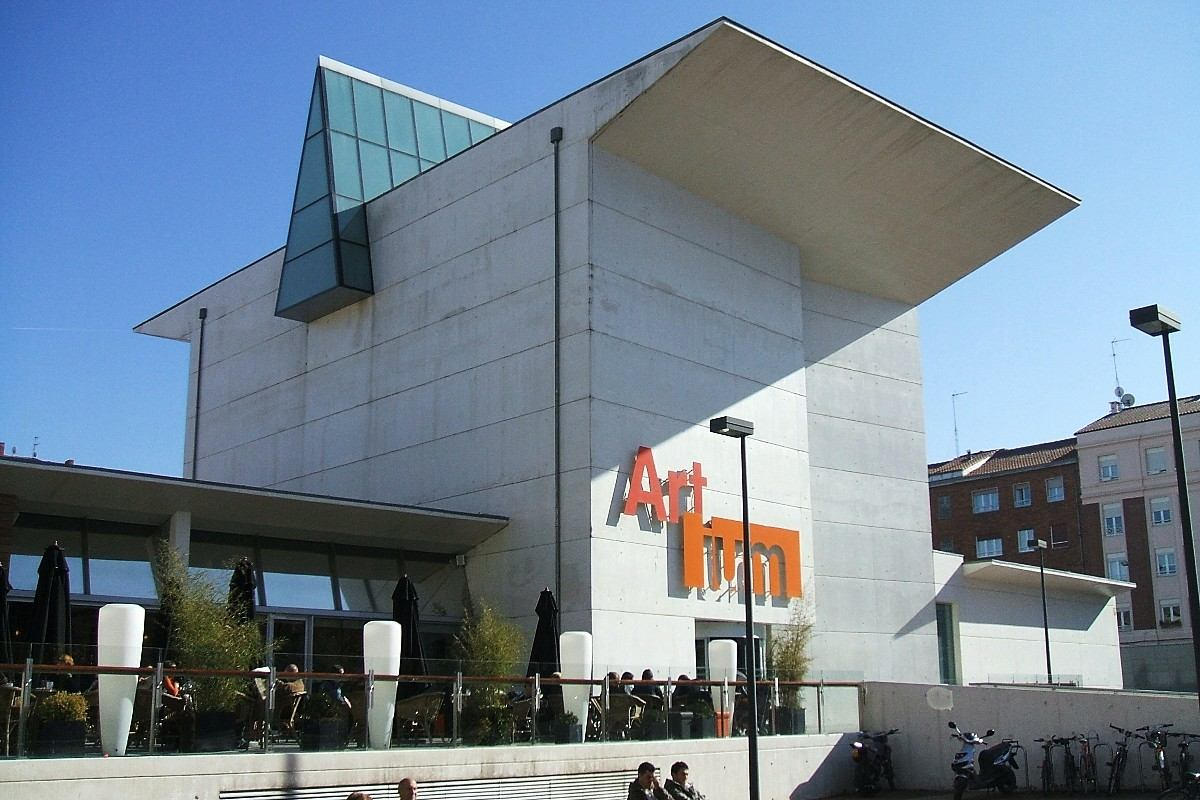
Museo ARTIUM.

Actualmente el edificio más emblemático del barrio es el Museo Artium de arte contemporáneo, inaugurado en 2002.